# Août 1817

## Événements
- 4 août : le maréchal Pascual Liñán, chef des forces royalistes, est repoussé par les patriotes mexicains à Fuerte del Sombrero ; Liñán réussit cependant à tenir le fort en état de siège et s’en empare le 20 août.
- 8 août, France : Anne Louis Henri de La Fare, ancien évêque de Nancy et ancien député aux États généraux de 1789 est nommé archevêque de Sens.
- 19 août, Jessore : début d’une épidémie de choléra, amenée à se diffuser du sous-continent indien dans l’ensemble du continent asiatique (Japon et Philippines), puis en Afrique orientale pour toucher l’Europe dans les années 1830[1].
- 25 août : affranchissement des serfs de Courlande[2].

## Naissances
- 1er août : Joseph Henry Gilbert (mort en 1901), chimiste et agronome britannique.
- 14 août : Ali III Bey, bey de Tunis († 11 juin 1902).
- 17 août : Julius Lange, peintre allemand († 25 juin 1878).

## Décès
- 7 août : Pierre Samuel du Pont de Nemours (né en 1739), industriel et économiste.